# Sewnet Bishaw
Sewnet Bishaw est un entraîneur éthiopien de football. Il dirige à deux reprises la sélection éthiopienne.

## Biographie
Il remporte la Coupe CECAFA des nations 2005 avec l'Éthiopie, qu'il dirige entre 2005 et 2006.
Il est de nouveau nommé sélectionneur de l'équipe nationale éthiopienne en octobre 2011, à la suite de la démission de son prédécesseur, le Belge Tom Saintfiet. Sous ses ordres, les Antilopes Walya ont réussi à se qualifier pour la phase finale de la Coupe d'Afrique des nations 2013, pour la première fois depuis 1982.
Éliminés en barrage de qualification de a Coupe du monde 2014 par le Nigéria, il est démis de son poste après le Championnat d'Afrique des nations 2014 où l’Éthiopie ne remporte aucune rencontre.

## Palmarès
- Coupe CECAFA des nations
  - Vainqueur en 2005